# Jan Korolec
Jan Korolec (ur. 26 sierpnia 1902 w Połtawie na Ukrainie, zm. 30 lipca 1941 w Auschwitz-Birkenau) – polski prawnik i polityk, działacz ONR „ABC”, publicysta.

## Życiorys
Ojciec był dyrektorem banku w Połtawie. W 1919 zamieszkali w Łomży i tutaj skończył gimnazjum. W 1920 wstąpił do Armii Ochotniczej. Początkowo studiował na Wydziale Filozoficzno-Humanistycznym Uniwersytetu Warszawskiego, a następnie na Wydziale Prawa tego samego uniwersytetu. W czasie studiów był członkiem Młodzieży Wszechpolskiej i Obozu Wielkiej Polski. W 1934 przystąpił do Obozu Narodowo-Radykalnego. 
W 1937 został zaatakowany przez bojówki „Falangi”. Po wybuchu wojny współorganizował Grupę Szańca.
Aresztowany w 1940, więziony na Pawiaku, został wywieziony do Auschwitz 14 VIII 1940 (nr obozowy 1818), gdzie zginął rok później.
Pojął za żonę Wandę Helenę z Pruszyńskich. Mieli syna Romana.

## Poglądy
Był publicystą takich pism jak: „Nowy Ład”, „ABC” (ostatni redaktor naczelny tego pisma, 1938-1939), „Prosto z Mostu”. W okresie międzywojennym opublikował broszurę programową Ustrój polityczny narodu, w której projektuje utopijny plan ustroju dla Polski, przeciwstawiając go werbalnie komunizmowi i faszyzmowi, który jednak ma być ustrojem totalnym, tzn. wymuszającym władzę jednej organizacji narodowej. W broszurze tej znaczną część zajmują projekty pozbawienia Żydów praw obywatelskich oraz silnie zaznaczony wątek antymasoński. W swojej publicystyce prezentował poglądy silnie antysemickie i propagował działania zmierzające do wymuszenia całkowitej emigracji Żydów z Polski. Jego stosunek do Żydów bardzo celnie charakteryzuje cytat: "Żydzi są zawsze elementem rozkładu nawet wtedy, gdy chcą współpracować z państwem. Likwidowanie sprawy żydowskiej jest koniecznym warunkiem wzmacniania potęgi Polski".
Pisał o tym, że początkowo sporo czerpał z faszyzmu i nazizmu. Przyznawał: "Pod wpływem niemieckim i włoskim doszliśmy do koncepcji hierarchicznej organizacji, obejmującej cały naród uświadomiony i podlegający mechanicznym poleceniom władz. Nie braliśmy dostatecznie pod uwagę faktu, że naród nie jest mechanizmem, a społeczeństwo nie da się skoszarować". Z czasem jednak odciął się od pomysłów tworzenia aż tak totalitarnego systemu.

## Prace
- Ustrój polityczny narodu, Warszawa 1938